# ريان هاميلتون (لاعب اتحاد الرغبي)
ريان هاميلتون هو لاعب اتحاد الرغبي كندي، ولد في 9 أبريل 1988 في إدمونتون في كندا.